# Castelluccia (zona di Roma)
Castelluccia è la zona urbanistica 19G del Municipio Roma XIV di Roma Capitale. Si estende sulle zone Z. XLVIII Casalotti e Z. LI La Storta.
È situata a nord-ovest della capitale, esternamente e a ridosso del Grande Raccordo Anulare.